# Rhamphichthys atlanticus
Rhamphichthys atlanticus is een straalvinnige vissensoort uit de familie van de Amerikaanse mesalen (Rhamphichthyidae). De wetenschappelijke naam van de soort is voor het eerst geldig gepubliceerd in 1999 door Triques.